# ヒグラシ
ヒグラシ（日暮、Tanna japonensis）は、カメムシ目（半翅目）・セミ科に属する日本固有の中型のセミで、朝夕に甲高い声で鳴く。
日本ではその鳴き声からカナカナ、カナカナ蝉などとも呼ばれる。漢字表記は蜩、茅蜩、秋蜩、日暮、晩蝉などがあり、秋の季語にもなっている。

## 特徴

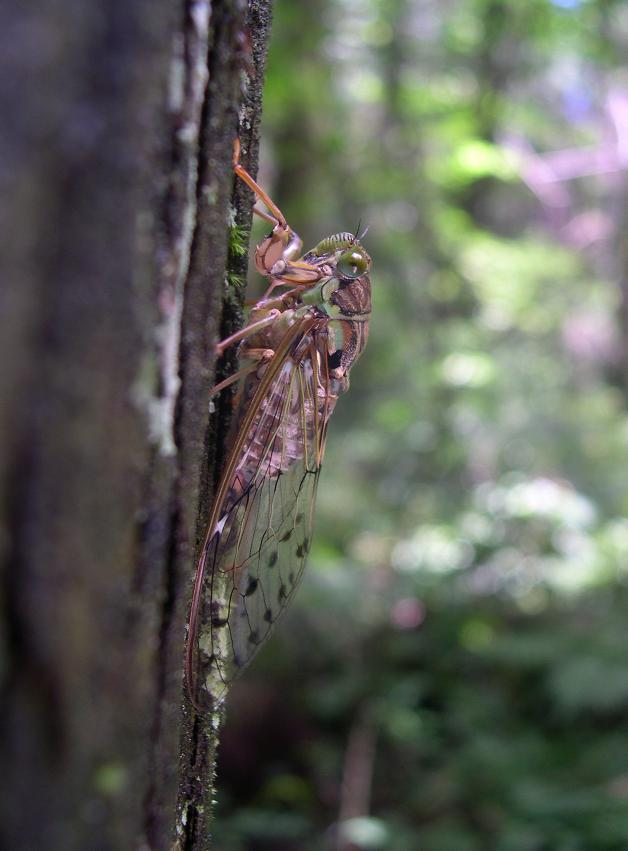
ヒグラシ（メス）

成虫の体長はオス28-38mm、メス21-25mmほど。オスの腹部はメスよりも明らかに太くて長く、オスメスの区別がつけ易い。また、オスの腹腔内は大きな共鳴室が発達しているためほとんど空洞で、光が透けるほどである。体色はほとんど赤褐色だが、頭部の複眼附近、前胸の縁と背面中央は緑色をしている。ただし体色は個体群によって変異することがあり、山地のものはより黒っぽくなる傾向がある。
なお、おもにヒグラシの成虫の寄生虫としてセミヤドリガ（Epipomponia nawai、Dyar, 1904）というガの一種が知られ、成虫の腹部に1匹-数匹の蛆虫型のセミヤドリガの幼虫が外部寄生していることがある。またニクバエ科の一種・ヒグラシヤチニクバエ（ヒグラシヤドリバエ、Angiometopa cicadina、Kato, 1943）も稀にヒグラシに寄生するとされる。

### 生態
北海道南部から奄美大島（原名亜種。亜種イシガキヒグラシは下記参照）にかけて、広い範囲に生息する。かつて、朝鮮半島に分布するとされたが別種との混同とみられ、生息は確認されていない。対馬にも生息していない。広葉樹林やスギやヒノキの林に生息し、北海道から九州北部では平地から山地まで見られるが、九州南部以南ではやや標高の高い山地に生息する。
俳句では秋の季語とされ、晩夏に鳴くセミのイメージがあるが、実際には（地域にもよるが）成虫は梅雨の最中の6月下旬頃から7月にかけて発生し、ニイニイゼミと同じく、むしろ他のセミより早く鳴き始める。以後は9月中旬頃までほぼ連日鳴き声を聞くことができる。鳴く時間帯は、基本的に朝夕である。

### 鳴き声
オスの鳴き声は甲高く、「キキキキキ…」「ケケケケケ…」「カナカナカナ…」などと聞こえる。標準的な聞きなしとしては「カナカナ」が使われる。日の出前・日の入り後の薄明時によく鳴くが、曇って薄暗くなった時、気温が下がった時、または林内の暗い区域などでは日中でも鳴く。また奄美大島産は後述のイシガキヒグラシほどではないが、鳴き声が本土産と多少異なる。
朝夕に響く声は涼感や物悲しさを感じさせ、日本では古来より和歌などの題材にも使われてきた。万葉集では「比具良之」や「日晩」などと記されており、ヒグラシを詠んでいるものとされる。日晩とは日が暮れるという意味ではなく、一日を暮らすという意味であり、一日物思いふける感情をヒグラシの鳴き声で象徴的に表現したものという。また古今和歌集の時代には、「暮らし」と「暮れる」が掛けて詠われるようになる。
テレビ番組などでも「夏の夕暮れ」を表す効果音としてこの鳴き声がよく用いられる。しかし間近で聞く声はかなり大きく、遠くで聴く「物悲しい印象」とは異なるともいう。

## 亜種
イシガキヒグラシ（石垣蜩） Tanna japonensis ishigakiana (Kato, 1960)
石垣島と西表島に分布するヒグラシの亜種。分布が局所的で、環境省レッドリストで準絶滅危惧（NT）、さらに石垣島の個体群は沖縄県レッドデータブックで絶滅のおそれのある地域個体群（LP）に指定されている。オスの鳴き声は「キーンキンキンキンキキキキキ…」と聞こえる。基亜種ヒグラシよりも鳴き声が金属音的で、しり上がりにテンポが速くなる。